# Cerro Artigas
Le cerro Artigas est une colline située dans la Cuchilla Grande, au nord-est de la ville de Minas dans la partie méridionale de l'Uruguay.
Bien que de faible altitude avec ses 280 m, cette modeste colline porte pourtant la deuxième statue équestre la plus haute du monde et la plus grande de l'Amérique du Sud.

## Aménagements
Le cerro Artigas possède un parc aménagé avec une végétation variée et depuis sa cime se déroule une vue panoramique sur la ville de Minas et de ses alentours.
Au sommet de la colline s'élève la statue équestre monumentale du général José Gervasio Artigas, qui célèbre les origines de l'indépendance de l'Uruguay, et qui a été réalisée par le sculpteur Stelio Belloni. Le monument a été inauguré en octobre 1974. Jusqu'en 2008, il était considéré comme étant la statue équestre la plus grande du monde, étant depuis depassé par la statue équestre de Gengis Khan en Mongolie.
Chaque année une fête locale a lieu sur ce site monumental.

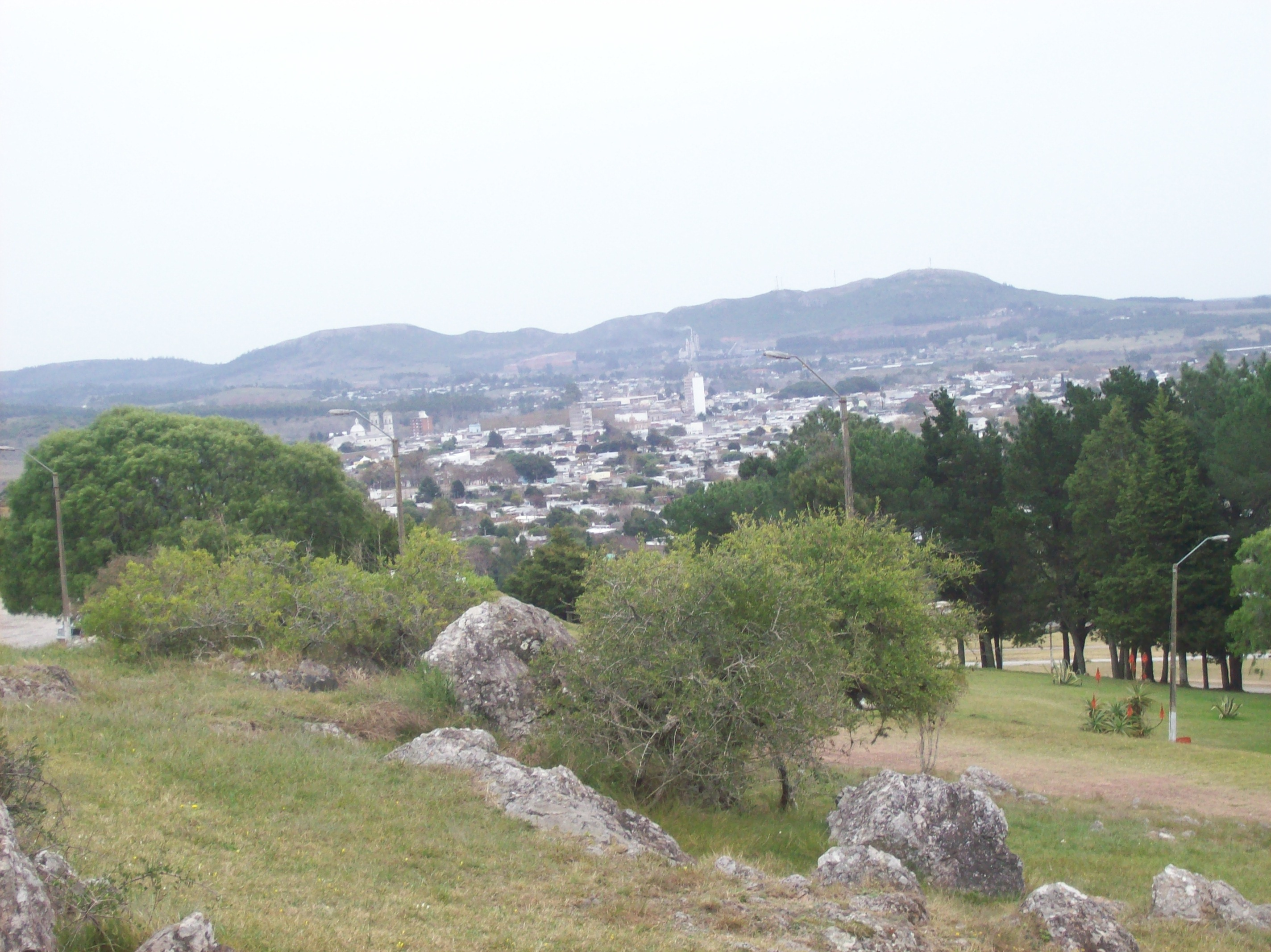
Vue sur le cerro Artigas.
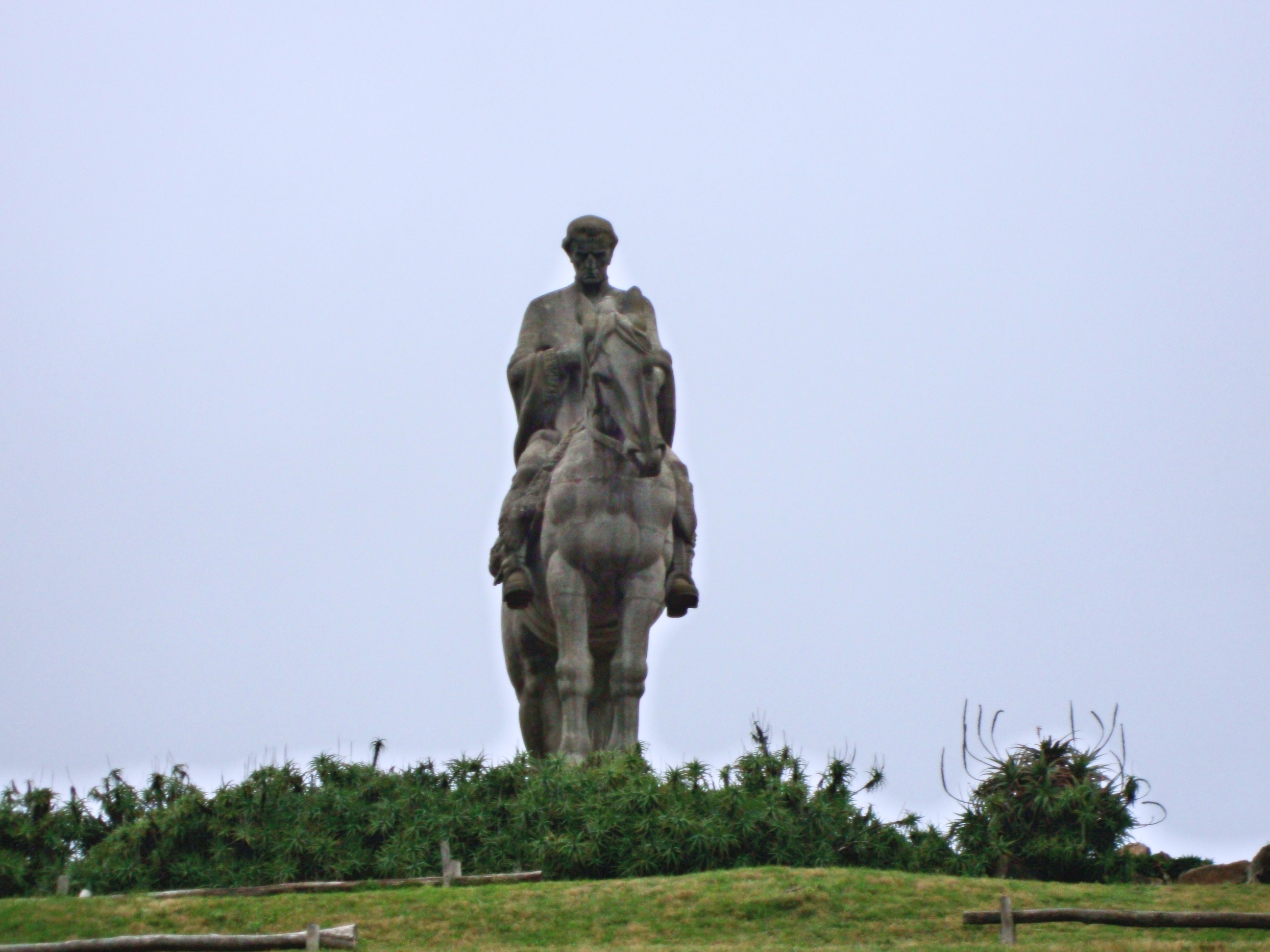
Monument à Artigas.
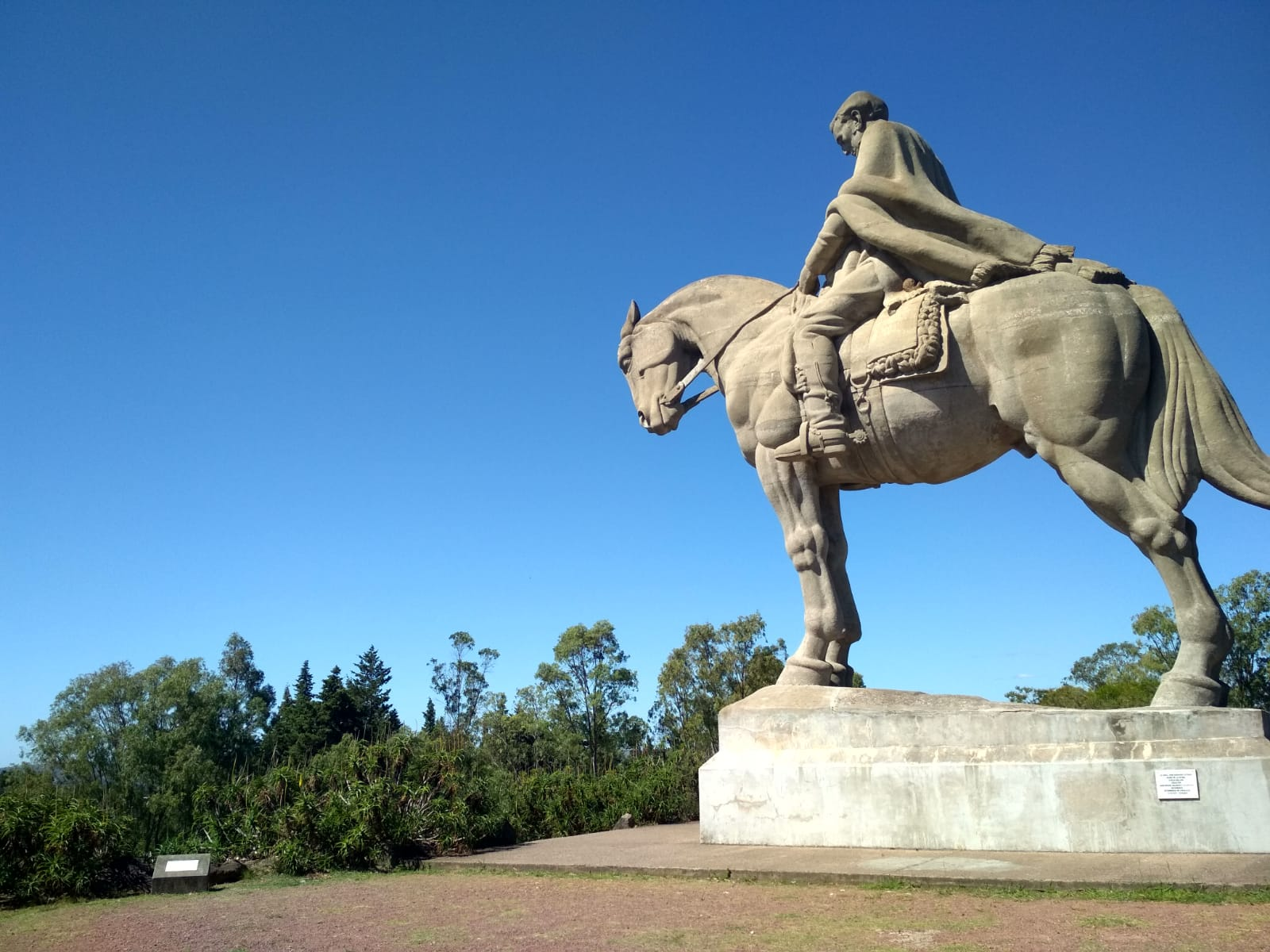
La statue équestre trône au sommet du cerro Artigas.